# 8744 Cilla
8744 Cilla è un asteroide della fascia principale. Scoperto nel 1998, presenta un'orbita caratterizzata da un semiasse maggiore pari a 3,1278441 UA e da un'eccentricità di 0,1723327, inclinata di 2,60712° rispetto all'eclittica.